# Black on Both Sides
Albums de Mos Def
Black Star
(1998) The New Danger
(2004)
Singles
1. Ms. Fat Booty/Mathematics
Sortie : 1999
2. Umi Says
Sortie : 2000

Black on Both Sides est le premier album studio de Mos Def, sorti le 9 novembre 1999.
Cet album fait suite à sa collaboration avec Talib Kweli sur Black Star. Black on Both Sides surfe sur la vague du succès du label Rawkus qui, à l'époque, avait réussi à imposer son rap engagé grâce à des artistes tels que Common, Talib Kweli ou Pharoahe Monch.

## Contenu
Black on Both Sides est communément considéré comme un album de rap politique, c'est-à-dire de rap engagé. Mos Def refuse cette appellation en y voyant un moyen d'opposer les rappeurs.
Néanmoins les thèmes abordés dans cet opus sont largement différents de ceux du gangsta rap ou du rap bling bling. En effet, aidé par des beats de producteurs légendaires tels que DJ Premier du groupe Gang Starr ou Ali Shaheed Muhammad du groupe A Tribe Called Quest, Mos Def va donner un album profond où il se révèle aussi bien militant que rappeur d'exception. Ainsi, il prend position sur plusieurs thèmes : sur l'introduction de l'album, il prouve que sa foi en l'islam est assez forte pour résister à l'oppression du monde extérieur ; sur le titre New World Water, il s'attaque aux grandes compagnies responsables de la pollution de l'eau ; le morceau Mr. Nigga parle du racisme quotidien subi par les noirs, Mos Def y raconte notamment le jour où une hôtesse de l'air lui a demandé s'il ne s'était pas trompé de place… il s'était assis en premier classe ; enfin cette critique sociale est à son apogée sur la production de DJ Premier Mathematics, Mos Def va dépeindre les inégalités sociales, les discriminations, les raisons de la violence, on retiendra la ligne « When the average minimum wage is 5,15, you best believe you gotta find a new grind to get cream » (« Quand le salaire minimum moyen est de 5,15 dollars de l'heure, tu ferais mieux de penser à une nouvelle combine pour trouver de la thune »).
Mos Def, sur des titres comme Hip Hop ou Do It Now, va prouver ses capacités verbales, il signe des punchlines dignes des plus grands. Aussi, Black on Both Sides est l'occasion d'une introspection pour son auteur : il évoque aussi bien son enfance dans les titres Brooklyn ou Habitat que ses aspirations ou ses peurs sur les titres Umi Say ou Climb.

## Accueil
Black on Both Sides est considéré comme un album classique du rap américain. Le magazine The Source lui a donné 4,5 étoiles sur un total de 5, le magazine français Rap Mag l'a classé parmi les 100 meilleurs albums de rap américain. Le site RapReviews.com lui a attribué la note 10/10 : pour eux c'est un album brillant où le flow de Mos Def atteint un niveau qui n'avait plus été égalé depuis Q-Tip sur l'album The Low End Theory. Le jeune rappeur de Chicago, Lupe Fiasco, a classé cet album parmi ses préférés.
Le succès critique de l'album semble avoir sur Mos Def le même effet négatif que l'album Illmatic a eu sur Nas. Les deux MCs ont par leur premier opus révolutionné le hip-hop et n'ont pas su confirmer dans leurs œuvres suivantes. Pour Nas, il a fallu attendre l'album Stillmatic pour que la critique le soutienne de nouveau. Quant à Mos Def, ni son second album The New Danger, ni le troisième Tru3 Magic n'ont connu le triomphe critique de Black on Both Sides.
Black on Both Sides s'est classé 3e au Top R&B/Hip-Hop Albums et 25e au Billboard 200 et a été certifié disque d'or par la Recording Industry Association of America (RIAA) le 2 février 2000.

## Liste des titres
| No  | Titre                                                                                   | Contient un (des) sample(s) de | Durée |
| --- | --------------------------------------------------------------------------------------- | --- | ----- |
| 1.  | Fear Not of Man (Produit par Mos Def)                                                   | Fear Not for Man de Fela Kuti Morgenspaziergang de Kraftwerk | 4:28  |
| 2.  | Hip Hop (Produit par Diamond D et Mos Def)                                              | The Warnings (Part II) de David Axelrod Slow Dance de Stanley Clarke Time's Up d'O.C. Spoonin' Rap de Spoonie Gee Paid in Full d'Eric B. & Rakim C.R.E.A.M. du Wu-Tang Clan When I B on Tha Mic de Rakim The New Style des Beastie Boys One Two Shit de A Tribe Called Quest featuring Busta Rhymes | 3:16  |
| 3.  | Love (Produit par 88-Keys)                                                              | Porgy (I Loves You, Porgy) du Bill Evans Trio I Know You Got Soul d'Eric B. & Rakim I Used to Love H.E.R. de Common South Bronx des Boogie Down Productions | 4:23  |
| 4.  | Ms. Fat Booty (Produit par Ayatollah)                                                   | One Step Ahead d'Aretha Franklin If I Don't Have You de Gregory Isaacs | 3:43  |
| 5.  | Speed Law (Produit par 88-Keys)                                                         | Promise Her Anything but Give Her Arpeggio de Big Brother & the Holding Company Ms. Fat Booty de Mos Def And That's Saying a Lot de Christine McVie Get It Together des Beastie Boys featuring Q-Tip | 4:16  |
| 6.  | Do It Now (featuring Busta Rhymes – Produit par Mr. Khaliyl)                            | Marcus Garvey de Burning Spear | 3:49  |
| 7.  | Got (Produit par Ali Shaheed Muhammad)                                                  | | 3:27  |
| 8.  | Umi Says (Produit par Mos Def et David Kennedy)                                         | | 5:10  |
| 9.  | New World Water (Produit par Psycho Les)                                                | C.R.E.A.M. du Wu-Tang Clan | 3:11  |
| 10. | Rock n Roll (Produit par Psycho Les et Mos Def)                                         | Memphis at Sunrise des Bar-Kays Allustrious de Mobb Deep | 5:02  |
| 11. | Know That (featuring Talib Kweli – Produit par Ayatollah)                               | Anyone Who Had a Heart de Dionne Warwick Astronomy (8th Light) de Black Star featuring Weldon Irvine | 4:03  |
| 12. | Climb (featuring Vinia Mojica – Produit par DJ Etch-A-Sketch, Mos Def et Weldon Irvine) | | 4:02  |
| 13. | Brooklyn (Produit par Ge-ology, Mos Def et David Kennedy)                               | We Live in Brooklyn, Baby du Roy Ayers Ubiquity Under the Bridge des Red Hot Chili Peppers What Are You Doing the Rest of Your Life? de Milt Jackson Who Shot Ya? de The Notorious B.I.G. featuring Puff Daddy Go Stetsa I de Stetsasonic Adrian Cronauer 1 de Robin Williams The Bridge Is Over des Boogie Down Productions                                                                                             | 5:09  |
| 14. | Habitat (Produit par DJ Etch-A-Sketch)                                                  | West Coast Poplock de Ronnie Hudson & The Street People The Symphony de Marley Marl et Big Daddy Kane featuring Masta Ace, Craig G et Kool G Rap Krs-One Attacks de KRS-One I Know You Got Soul d'Eric B. & Rakim | 4:39  |
| 15. | Mr. Nigga (featuring Q-Tip – Produit par D-Prosper et Mos Def)                          | Legend in His Own Mind de Gil Scott-Heron Sun Goddess de Ramsey Lewis Sucka Nigga de A Tribe Called Quest | 5:12  |
| 16. | Mathematics (Produit par DJ Premier)                                                    | Baby I'm-a Want You du Fatback Band Funky Drummer de James Brown C.R.E.A.M. du Wu-Tang Clan On & On d'Erykah Badu A Who Seh Me Dun de Cutty Ranks Criminology de Raekwon featuring Ghostface Killah Body Rock de Mos Def featuring Q-Tip et Tash John Blaze de Fat Joe et Big Pun featuring Jadakiss, Nas et Raekwon For All My Niggaz & Bitches de Snoop Dogg featuring Tha Dogg Pound, The Lady of Rage et Lil' ½ Dead | 4:06  |
| 17. | May–December (Produit par 88-Keys et Mos Def)                                           | Rock Your Baby de KC & the Sunshine Band | 3:29  |